# Графство Бентхайм
Графство Бентхайм (на немски: Grafschaft Bentheim) е историческа територия на Свещената Римска империя в Долна Саксония, Германия, в район Графство Бентхайм от около 1050 до 1806 година. Център на графството е замък Бентхайм в днешния Бад Бентхайм в Долна Саксония. Замъкът е споменат за пръв път в документ през 1116 г. Баварският херцог Ото Нортхаймски († 1083) е посочен като собственик на замъка.

## История
Първият известен граф е Ото I фон Салм († 1050), пфалцграф при Рейн, граф на Бентхайм, граф на Рейнек (Вигерихиди), женен от 1115 г. за Гертруда фон Нортхайм († 1154), наследничка на графство Бентхайм и Рейнек, дъщеря на Хайнрих Дебели граф на Нортхайм. Тяхната дъщеря Софи наследява от майка си Графство Бентхайм и се омъжва през 1137 г. за Дитрих VI, граф на Холандия (Герулфинги). Нейният син Ото I e от 1166 до 1208 г. граф на Бентхайм.
През 1262 г. графовете на Бентхайм получават Графство Текленбург, след тяхното изчезване. През 1421 г. Ебервин I фон Бентхайм наследява Бентхайм и става през 1425 г. също господар на Отенщайн, и през 1451 г. господар на Щайнфурт. Неговите наследници се разделят на линиите Бентхайм-Щайнфурт и Бентхайм.
Графството Бентхайм е импреско графство от (1500 – 1806) в Долнорейнски имперски окръг. През 1753 г. при граф Фридрих Карл имперското графство е заложено за 30 години на краля на Великобритания и курфюрста на Брауншвайг и Люнебург. По време на Седемгодишната война между Англия и Франция Фридрих Карл окупира през 1757 г. своята бивша територия и става отново неин собственик. През 1758 г. обаче хановерската войска завладява Бентхайм и изгонват окупаторите. Управлението на Хановер продължава договора за още 30 години.
През 1806 година Наполеон Бонапарт взема всички права на графовете и Бентхайм и графството до 1811 г. е във Великото херцогство Берг. Според Виенския конгрес от 1815 г. графството Бентхайм попада към Кралство Хановер и през 1866 г. към Кралство Прусия.
От 1969 година глава на род Бентхайм-Текленбург е Мориц Казимир принц фон Бентхайм-Текленбург.